# Academia de pilotos de Williams
La Academia de pilotos de Williams (oficialmente Williams Driver Academy) es una iniciativa creada por la escudería para promover a jóvenes promesas dentro de su propia organización. Los graduados más notables de esta iniciativa son Lance Stroll, Nicholas Latifi, Jack Aitken, Logan Sargeant y Franco Colapinto, quienes hicieron su debut en Fórmula 1 con Williams.

## Lista de pilotos

### Miembros
| Pilotos            | Desde | Categoría reciente                                                         | Títulos              |
| ------------------ | ----- | -------------------------------------------------------------------------- | -------------------- |
| Luke Browning      | 2023- | Campeonato de Fórmula 2 de la FIA                                          | Gran Premio de Macao |
| Oleksandr Bondarev | 2023- | Campeonato de Medio Oriente de Fórmula 4 Campeonato de Italia de Fórmula 4 | ninguno              |
| Lia Block          | 2023- | Campeonato de España de F4 - Winter Series F1 Academy                      | ninguno              |
| Alessandro Giusti  | 2024- | Campeonato de Fórmula 3 de la FIA                                          | ninguno              |
| Sara Matsui        | 2024- | Karting (OKJ)                                                              | ninguno              |
| Dean Hoogendoorn   | 2024- | Karting (OKJ)                                                              | ninguno              |
| Lucas Palacio      | 2024- | Karting                                                                    | ninguno              |
| Will Green         | 2024- | Karting                                                                    | ninguno              |
| Victor Martins     | 2025- | Campeonato de Fórmula 2 de la FIA                                          | ninguno              |

### Exmiembros
| Pilotos        | Desde     | Categorías                                                                               | Equipo(s) Fórmula 1 |
| -------------- | --------- | ---------------------------------------------------------------------------------------- | ------------------- |
| Oliver Rowland | 2018      | Blancpain GT Series Endurance Cup (2018) Fórmula E (2018-19)                             | ninguno             |
| Dan Ticktum    | 2020-2021 | Campeonato de Fórmula 2 de la FIA (2020-2021)                                            | ninguno             |
| Roy Nissany    | 2020-2023 | Campeonato de Fórmula 2 de la FIA (2020-2022)                                            | ninguno             |
| Oliver Gray    | 2022-2023 | Campeonato de F4 Británica (2022) Campeonato de Fórmula 3 de la FIA (2023)               | ninguno             |
| Jamie Chadwick | 2019-2023 | W Series (2019, 2021-2022) Campeonato de Fórmula Regional Europea (2020) Indy NXT (2023) | ninguno             |
| Zak O'Sullivan | 2022-2024 | Campeonato de Fórmula 3 de la FIA (2022-2023) Campeonato de Fórmula 2 de la FIA (2024)   | ninguno             |

- Los campeonatos señalados en negrita indican que el piloto se coronó campeón.

## Graduados a Williams
| Piloto           | Dentro de la academia | Dentro de la academia                                                                  | Williams  | Otros equipos F1                              |
| Piloto           | Años                  | Categorías                                                                             | Williams  | Otros equipos F1                              |
| ---------------- | --------------------- | -------------------------------------------------------------------------------------- | --------- | --------------------------------------------- |
| Lance Stroll     | 2016                  | Campeonato Europeo de Fórmula 3 de la FIA (2016)                                       | 2017-2018 | Racing Point (2019-2020) Aston Martin (2021-) |
| Nicholas Latifi  | 2019                  | Campeonato de Fórmula 2 de la FIA (2019)                                               | 2020-2022 | —                                             |
| Jack Aitken      | 2020-2021             | Campeonato de Fórmula 2 de la FIA (2020-2021) GT World Challenge Europe (2021)         | 2020      | —                                             |
| Logan Sargeant   | 2021-2022             | Campeonato de Fórmula 2 de la FIA (2022)                                               | 2023-2024 | —                                             |
| Franco Colapinto | 2023-2024             | Campeonato de Fórmula 3 de la FIA (2023) Campeonato de Fórmula 2 de la FIA (2023-2024) | 2024      | Alpine (2025-)                                |

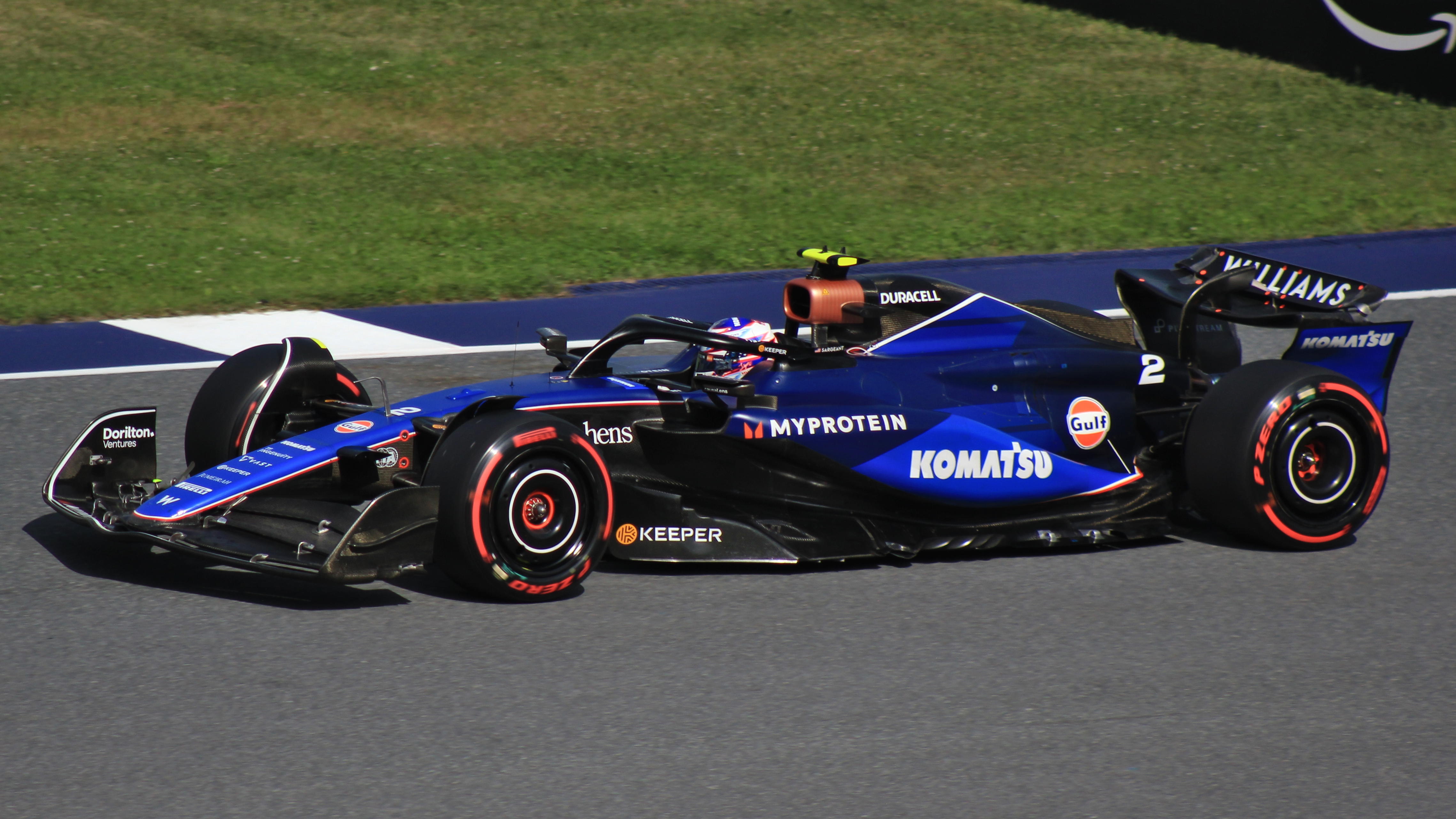
Logan Sargeant manejando para Williams Racing en.

- Los campeonatos señalados en negrita indican que el piloto se coronó campeón.